# Route départementale 1 (Morbihan)
Pour les articles homonymes, voir Route départementale 1.
La route départementale 1 ou RD 1 ou D 1 est une route départementale  du Morbihan qui traverse le département d'est en ouest entre Péaule et Roudouallec.

## Caractéristiques

### Caractéristiques géométriques

#### Longueur
L'itinéraire présente une longueur de 129,034 km.

### Classement

#### Classement domanial
La RD 1 est par classée dans le domaine public routier départemental du Morbihan, qui comprend les chaussées et leurs dépendances. Sont considérés comme dépendances les éléments qui sont nécessaires à sa conservation, son embellissement, son exploitation et à la sécurité de ses usagers tels que talus, accotements, fossés, ouvrages de soutènement, aires de repos, clôtures et murets, trottoirs, pistes cyclables, espaces verts, ouvrages d'art et hydrauliques, les parkings situés sur et sous la voie publique, etc….

#### Route à grande circulation
Une petite partie de la RD 1 est classée en route à grande circulation par décret du 3 juin 2009 : la section courant de la limite du Finistère (commune de Roudouallec) à l'intersection avec la RD 769 (commune de Gourin),.
Sur le plan du code de la route, ces routes sont prioritaires, c'est-à-dire que tout conducteur débouchant sur ces routes n'a pas la priorité (article R 415-8 du code de la route). Les panneaux de signalisation routière associés à ce caractère prioritaire sont les panneaux AB6, panneaux relatifs aux routes prioritaires (article 42-3 de la troisième partie de l'instruction interministérielle sur la signalisation).

### Trafic
Le trafic est, sur la plus grande partie de l'itinéraire, compris entre 1 000 et 2 500 véhicules/jour. Les seules parties présentant un trafic supérieur, compris entre 2 500 et 5 000 véhicules/jour, sont : la partie extrême-ouest classée à grande circulation, une petite section au droit de Guémené-sur-Scorff et une section aux abords de l'intersection avec la RD 768 (3 247 véhicules/jour en 2019). Ces valeurs sont très loin derrière les trois axes les plus fréquentés su Morbihan que sont les aménagements en 2 x 2 voies aux abords de Vannes et Lorient : la RD 465, pénétrante de Lorient (supérieure à 55 000 v/j), la RD 767 au Nord de Vannes (Le Poteau St-Avé) (avec près de 26 000 v/j), et la RD 29 entre Lorient et Ploemeur (avec environ 22 000 v/j).

### Marges de recul
Des reculs des constructions sont prévus pour certains types de construction, en vert des dispositions de la Loi dite "Loi Barnier" L 111-1-4 du code de l'urbanisme.
Concernant la partie de la RD 1 classée route à grande circulation, les constructions ou  installations sont interdites dans une bande  de soixante-quinze mètres de part et d'autre de son axe (en application de l’article L. 111-6 du code de l’urbanisme). 
Pour les autres parties de l'itinéraire, les reculs sont ceux définis dans le règlement départemental de voirie :
- 35 mètres de recul de part et d'autre de l'axe de la chaussée dans les zones naturelles (zones N et A des POS, PLU et cartes communales),
- 20 mètres de recul de part et d'autre de l'axe de la chaussée dans les zones urbaines ou urbanisables (zones, U, AU) hors agglomération,
- en agglomération : étude selon le contexte local.

### Tracé
Le tracé de la RD 1, tel qu'il ressort de Géoportail est, d'est en ouest, le suivant :
- Péaule
- D 1c : Questembert (de et vers Péaule)
- Carrefour giratoire entre D 1, D 775 (Malansac, Redon, Malestroit, Ploërmel, Vannes) et D 777 (Rochefort-en-Terre) : Petit Morlac
- Tronçon commun avec la D 775 près de Questembert et La Vraie-Croix
- Échangeur entre N 166 et D 1[Carte 2].
- Elven
- Trédion
- Plumelec
- Saint-Jean-Brévelay
- Bignan
- Locminé
- Échangeur entre N 24 et D 1[Carte 3].
- Remungol
- Pluméliau
- Échangeur entre D 768 et D 1[Carte 4].
- Saint-Nicolas-des-Eaux, commune de Pluméliau
- Castennec, commune de Bieuzy
- Guern
- Locmalo et Guémené-sur-Scorff
- Plouray
- Gourin
- Échangeur entre D 769 et D 1[Carte 5].
- Carrefour giratoire entre D 1 et D 27 (Gourin) : Guirzout (commune de Gourin)
- R5 Pont-Mouton (depuis Roudouallec seulement)
- D 301 Cleurun : Spézet, Châteauneuf-du-Faou, Gourin
- Carrefour giratoire entre D 1 et D 27 (Guiscriff, Scaër) : Kerbos (commune de Gourin)
- Roudouallec
- Limite des départements du Morbihan et du Finistère : la D 1 devient la D 15

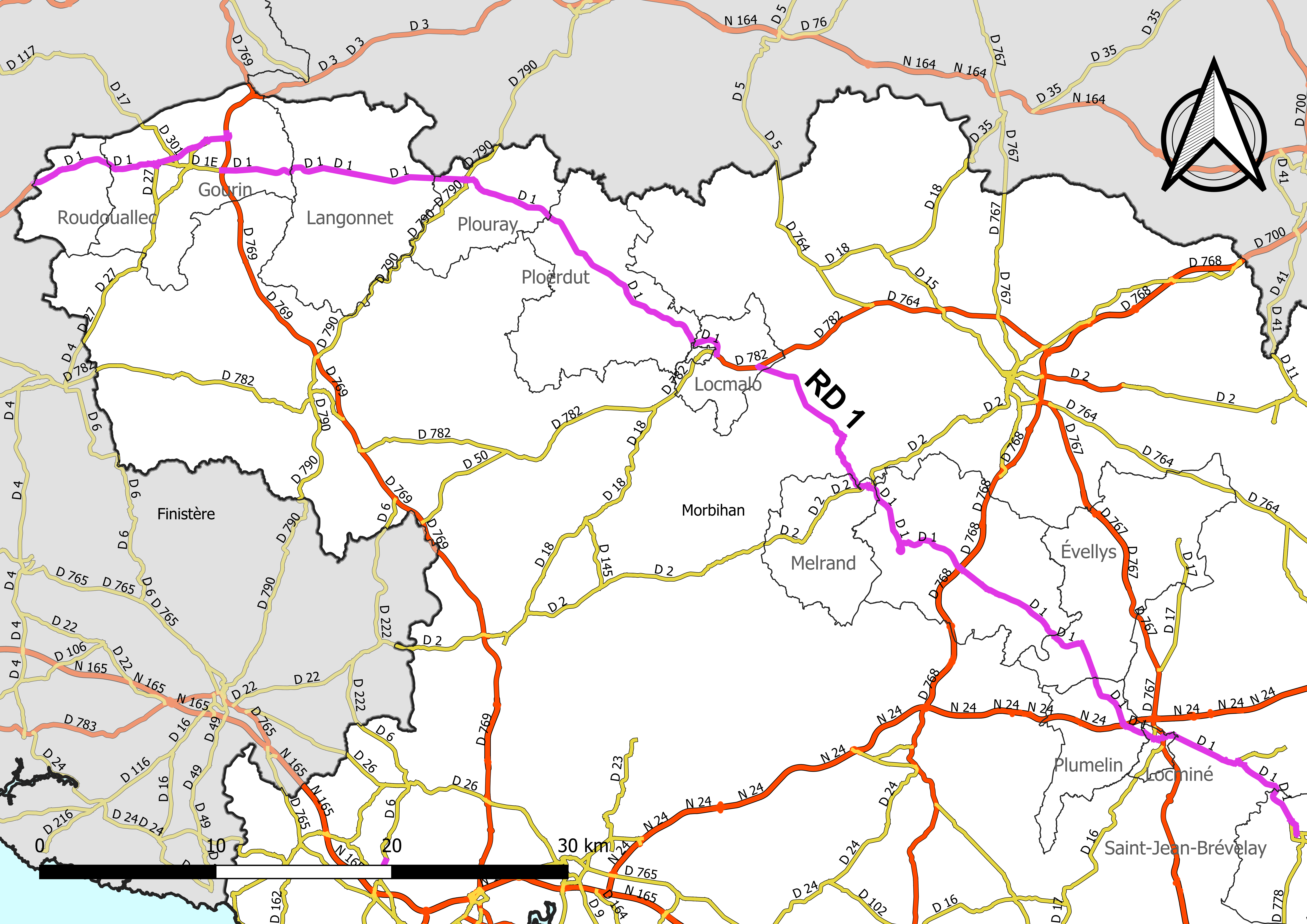
Partie ouest de la RD 1.
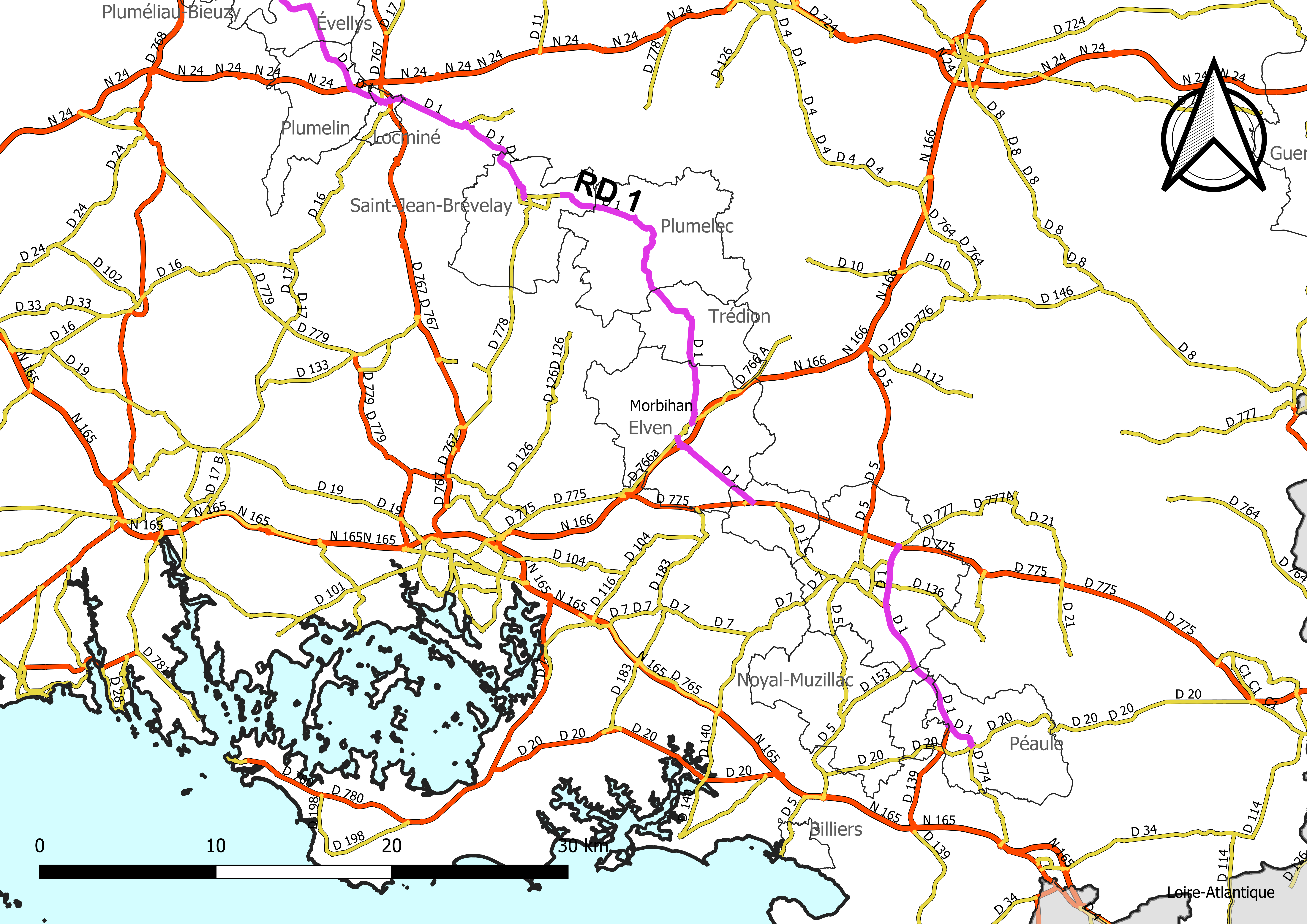
Partie est de la RD1.

## Gestion, entretien et exploitation

### Organisation territoriale
En 2020, les services routiers départementaux sont organisés en trois agences techniques départementales et 16 centres d'exploitation qui ont pour responsabilité l’entretien et l’exploitation des routes départementales de leur territoire. La RD 1, traversant tout le département dépend des trois agences, selon la section.

### Exploitation
En saison hivernale, le département publie une carte des conditions de circulation (C1 circulation normale, C2 délicate, C3 difficile, C4 impossible).

## Lieux et monuments liés à l'itinéraire
Plusieurs lieux et monuments aux abords de l'itinéraire présentent un intérêt architectural ou historique.
Le dolmen de Guidfosse (1) est un dolmen situé sur la commune de Plouray, à 1 km au sud de la RD1, au sud du hameau de Tourlaouën. La dalle de couverture, d'environ 2,5 × 1,8 m, repose sur trois ou cinq orthostates.